# De Prins van Oranje (Bredevoort)
De Prins van Oranje est un moulin à vent situé dans la localité de Bredevoort, à Aalten, dans la province de Gueldre aux Pays-Bas.